# Saint-Denis-les-Ponts
Saint-Denis-les-Ponts és un municipi francès, situat al departament de l'Eure i Loir i a la regió de Centre – Vall del Loira. L'any 2007 tenia 1.772 habitants.

## Demografia

### Població
El 2007 la població de fet de Saint-Denis-les-Ponts era de 1.772 persones. Hi havia 740 famílies, de les quals 152 eren unipersonals (72 homes vivint sols i 80 dones vivint soles), 304 parelles sense fills, 244 parelles amb fills i 40 famílies monoparentals amb fills.
La població ha evolucionat segons el següent gràfic:
Habitants censats

### Habitatges
El 2007 hi havia 806 habitatges, 744 eren l'habitatge principal de la família, 38 eren segones residències i 24 estaven desocupats. 788 eren cases i 17 eren apartaments. Dels 744 habitatges principals, 597 estaven ocupats pels seus propietaris, 138 estaven llogats i ocupats pels llogaters i 9 estaven cedits a títol gratuït; 4 tenien una cambra, 20 en tenien dues, 138 en tenien tres, 235 en tenien quatre i 347 en tenien cinc o més. 644 habitatges disposaven pel capbaix d'una plaça de pàrquing. A 314 habitatges hi havia un automòbil i a 377 n'hi havia dos o més.

### Piràmide de població
La piràmide de població per edats i sexe el 2009 era:
| Homes | Edats   | Dones |
| ----- | ------- | ----- |
| 4     | 95 o +  | 4     |
| 4     | 90 a 94 | 4     |
| 11    | 85 a 89 | 10    |
| 18    | 80 a 84 | 6     |
| 37    | 75 a 79 | 28    |
| 28    | 70 a 74 | 46    |
| 44    | 65 a 69 | 51    |
| 59    | 60 a 64 | 46    |
| 57    | 55 a 59 | 69    |
| 53    | 50 a 54 | 71    |
| 54    | 45 a 49 | 59    |
| 51    | 40 a 44 | 59    |
| 66    | 35 a 39 | 37    |
| 36    | 30 a 34 | 56    |
| 33    | 25 a 29 | 49    |
| 42    | 20 a 24 | 34    |
| 48    | 15 a 19 | 31    |
| 21    | 10 a 14 | 25    |
| 53    | 5 a 9   | 51    |
| 42    | 0 a 4   | 41    |

## Economia
El 2007 la població en edat de treballar era de 1.065 persones, 763 eren actives i 302 eren inactives. De les 763 persones actives 712 estaven ocupades (374 homes i 338 dones) i 51 estaven aturades (24 homes i 27 dones). De les 302 persones inactives 155 estaven jubilades, 72 estaven estudiant i 75 estaven classificades com a «altres inactius».

### Ingressos
El 2009 a Saint-Denis-les-Ponts hi havia 760 unitats fiscals que integraven 1.797 persones, la mediana anual d'ingressos fiscals per persona era de 19.302 €.

### Activitats econòmiques
Dels 78 establiments que hi havia el 2007 4 eren d'empreses extractives, 1 d'una empresa alimentària, 4 d'empreses de fabricació d'altres productes industrials, 10 d'empreses de construcció, 19 d'empreses de comerç i reparació d'automòbils, 2 d'empreses de transport, 3 d'empreses d'hostatgeria i restauració, 3 d'empreses financeres, 7 d'empreses immobiliàries, 4 d'empreses de serveis, 11 d'entitats de l'administració pública i 10 d'empreses classificades com a «altres activitats de serveis».
Els 22 establiments de servei als particulars que hi havia el 2009 eren una oficina de correus, 2 tallers de reparació d'automòbils i de material agrícola, 1 taller d'inspecció tècnica de vehicles, 2 paletes, 5 guixaires pintors, 3 lampisteries, 3 perruqueries, 2 veterinaris, 1 restaurant, 1 agència immobiliària i 1 tintoreria.
Dels 9 establiments comercials que hi havia el 2009, 1 era un hipermercat, 1 un supermercat, 1 una botiga de menys de 120 m², 2 carnisseries, 1 una peixateria i 2 botigues de roba.
L'any 2000 a Saint-Denis-les-Ponts hi havia 8 explotacions agrícoles que ocupaven un total de 500 hectàrees.

## Equipaments sanitaris i escolars
L'únic equipament sanitari que hi havia el 2009 era una farmàcia.
El 2009 hi havia una escola maternal i una d'elemental.

## Poblacions més properes
El següent diagrama mostra les poblacions més properes.